# オートヴィル＝シュル＝メール
オートヴィル＝シュル＝メール （Hauteville-sur-Mer）は、フランス、ノルマンディー地域圏、マンシュ県のコミューン。

## 地理
クタンスの9km西、グランヴィルの15km北、オートヴィル＝シュル＝メールは2つの町に分けることができる。一方は、沿岸からおよそ1.5km離れた歴史ある町で、もう一方は、オートヴィル＝シュル＝メール浜と呼ばれ全長1.7kmある。海岸沿いは防波堤で守られ、主に観光客の滞在用住居や別荘が並ぶ。

## 人口統計
| 1962年 | 1968年 | 1975年 | 1982年 | 1990年 | 1999年 | 2006年 | 2012年 |
| ------ | ------ | ------ | ------ | ------ | ------ | ------ | ------ |
| 501    | 537    | 580    | 597    | 558    | 615    | 629    | 665    |

source=1999年までLdh/EHESS/Cassini、2004年以降INSEE

## 経済

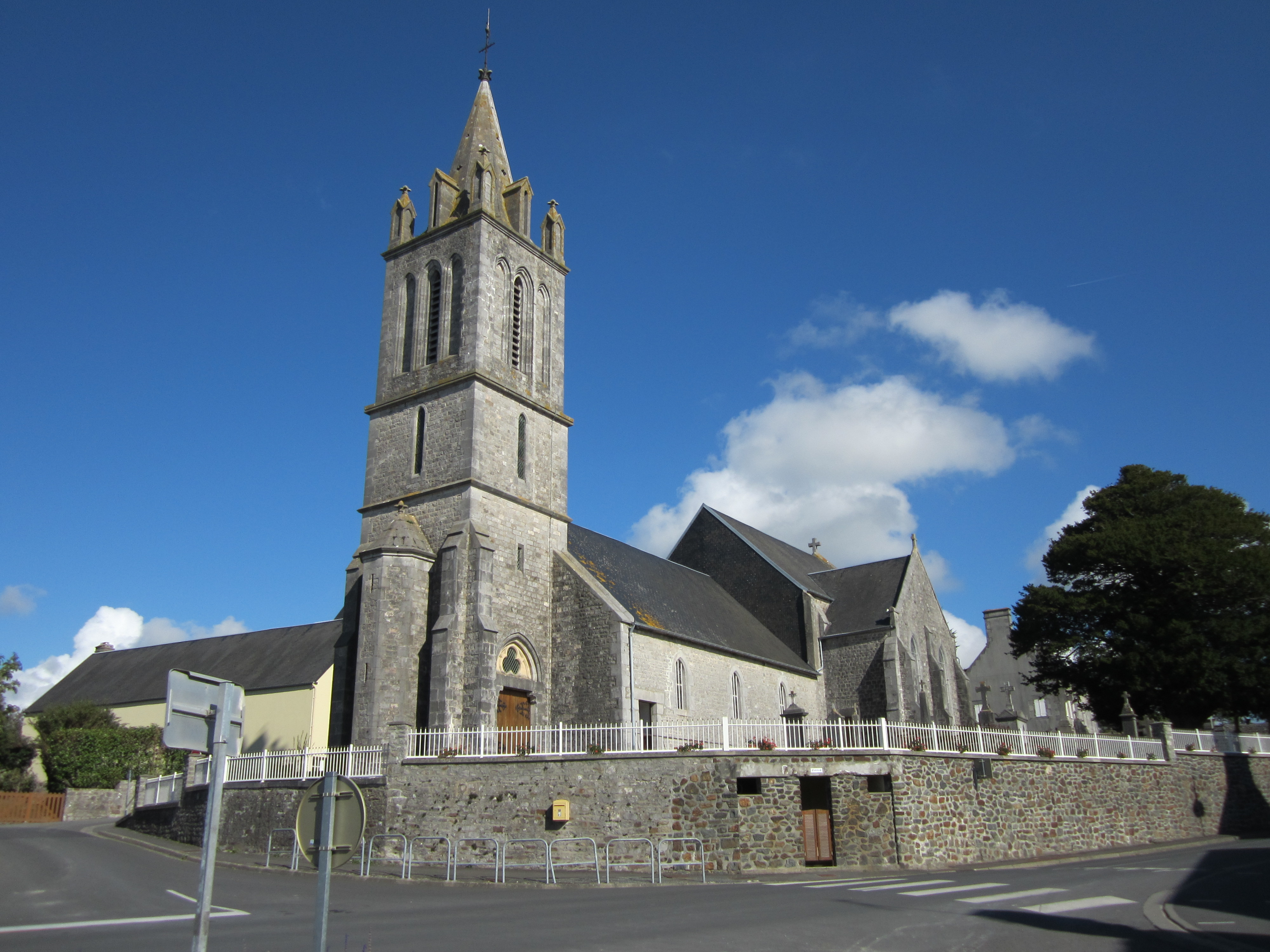
ノートルダム教会

オートヴィル＝シュル＝メールは2010年2月よりコミューヌ・トゥーリスティック（fr:Commune touristique）の名で呼ばれている。
干潮になると、海はカキ棚、ムール貝の棚をあらわにする。漁業は中世から行われ、浜から約2kmの沖合いには巨大なV字型の大きな仕掛けがある。